# بلال هاشم
بلال هاشم (مواليد 19 يوليو 1968) هو مدرب كرة قدم لبناني ولاعب سابق ومدرب حراس مرمى نادي العهد.

## مهنة النادي
بعد أن أمضى سنوات عديدة في نادي الصفا، انضم إلى العهد في عام 2001، ولعب معهم حتى عام 2007. كما لعب لهم لنادي كرة الصالات في عام 2008.

## مهنة التدريب
كان مدربًا لحراس المرمى لمنتخب لبنان تحت 17 عامًا في عام 2016، والمنتخب الوطني تحت 19 عامًا في عام 2017، والمنتخب الوطني لكرة القدم الشاطئية في بطولة آسيا لكرة القدم الشاطئية 2019، ونادي العهد في 2020.

## الحياة الشخصية
لعب شقيقه، يحيى، كرة القدم أيضًا.

## روابط خارجية
- بلال هاشم على موقع أف آي لبنان (FA Lebanon)
- بلال هاشم على فرق كرة القدم الوطنية.كوم
- اللاعب بلال هاشم على موقع كووورة.